# Ebergötzen
Ebergötzen er en by og kommune i det centrale Tyskland, beliggende under Landkreis Göttingen, i den sydlige del af delstaten Niedersachsen. Kommunen, der har godt 1900 indbyggere (2012), er en del af amtet (samtgemeinde) Radolfshausen.
Ebergötzen er først og fremmest kendt for at humoristen og satirikeren Wilhelm Busch, der regnes for tegneseriernes stamfader, tilbragte en del af sin barndom i byen. Wilhelm Busch boede fra 1841 til 1846 hos sin onkel Georg Kleine, der var præst i byen.

## Geografi
Ebergötzen er beliggende omkring 15 km øst for Göttingen. I kommunen findes (ud over selve Ebergötzen) landsbyen Holzerode, der ligger 5 km mod nordvest .
Ebergötzen har to turistattraktioner:
- Wilhelm Busch Museum samt
- Europäische Brotmuseum (Det Europæiske Brødmuseum).